# Erissoides
Erissoides is een geslacht van spinnen uit de  familie van de Thomisidae (krabspinnen).

## Soorten
- Erissoides argentinus (Mello-Leitão, 1931)
- Erissoides striatus (Mello-Leitão, 1929)
- Erissoides vittatus (Mello-Leitão, 1949)